# Lithophane thujae
Lithophane thujae là một loài bướm đêm trong họ Noctuidae.